# عبد الجليل السروري
عبد الجليل السروري
(1948-2011). من جيل الرواد. حصل على ماجستير تصوير زيتي من موسكو 1983. كما حصل على الدكتوراه في علم الجمال موسكو، سنة 1992. شارك في الكثير من المعارض داخل اليمن وخارجها.

## عنه
منذ بداية السبعينات من القرن العشرين شارك «عبد الجليل السروري» في كل المعارض داخل اليمن وخارجها. إضافة إلى دوره النضالي مع زملائه مناضلي الثورة حيث كان من اوائل الذين التحقوا بالكلية الحربية ودافعوا عن الثورة والوحدة ومكتسباتها في فترة الستينات. اقام معرضين شخصيين في صنعاء سنة 1996. حصل على العديد من الجوائز التقديرية.